# Pernille Abd-El Dayem
Pernille Abd-El Dayem (født 1985 i Esbjerg) er en dansk forfatter.
Hun gik på Forfatterskolen fra 2010 til 2012 og debuterede i 2015 med bogen Inden for revet.

## Priser og legater
- Årets Talent, Blixenprisen 2019[2]
- Michael Strunge-prisen, 2019[3]
- Statens Kunstfonds treårige arbejdslegat